# Kirche am Rockenhof (Hamburg-Volksdorf)

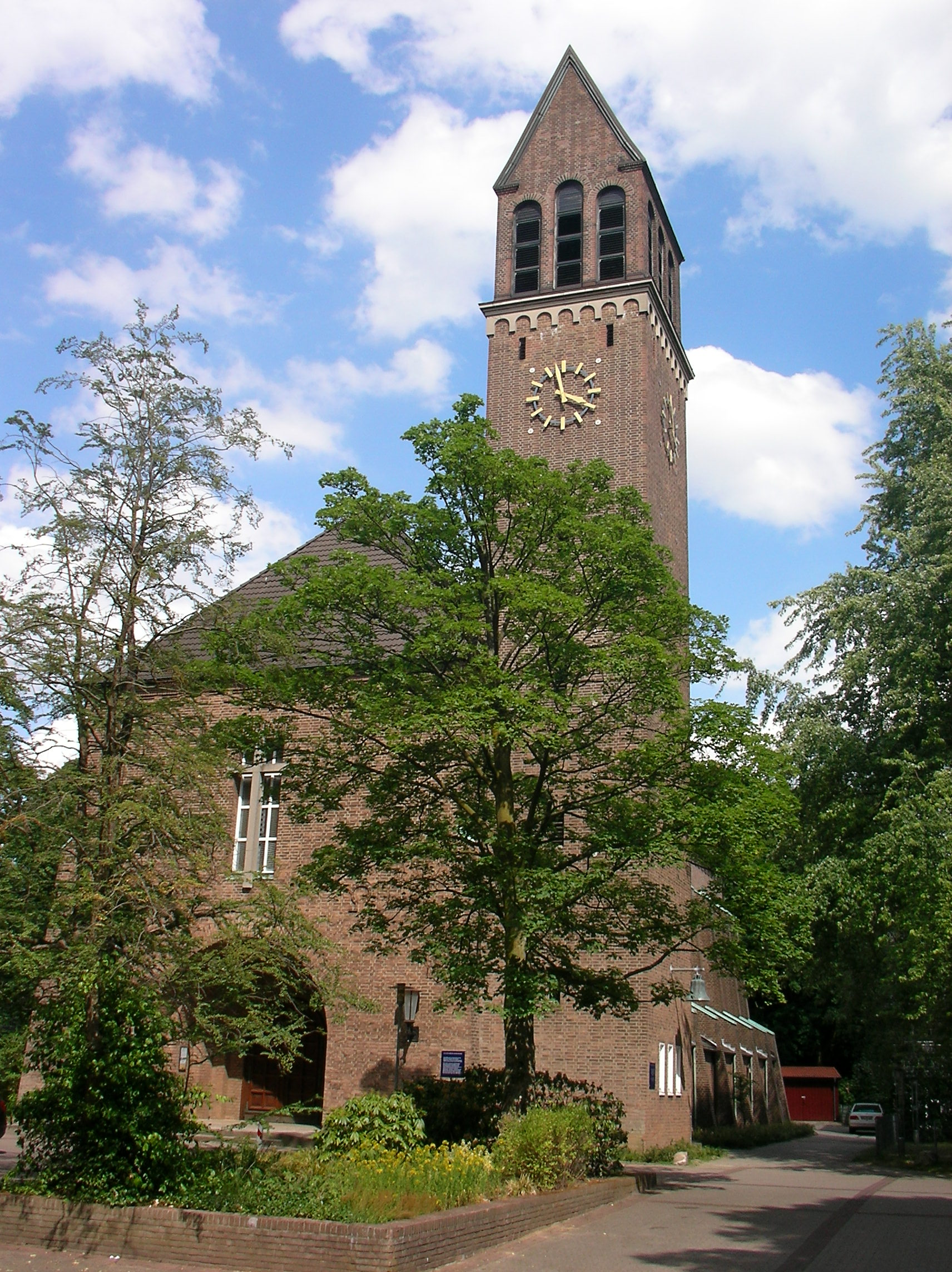
Turm und Eingang

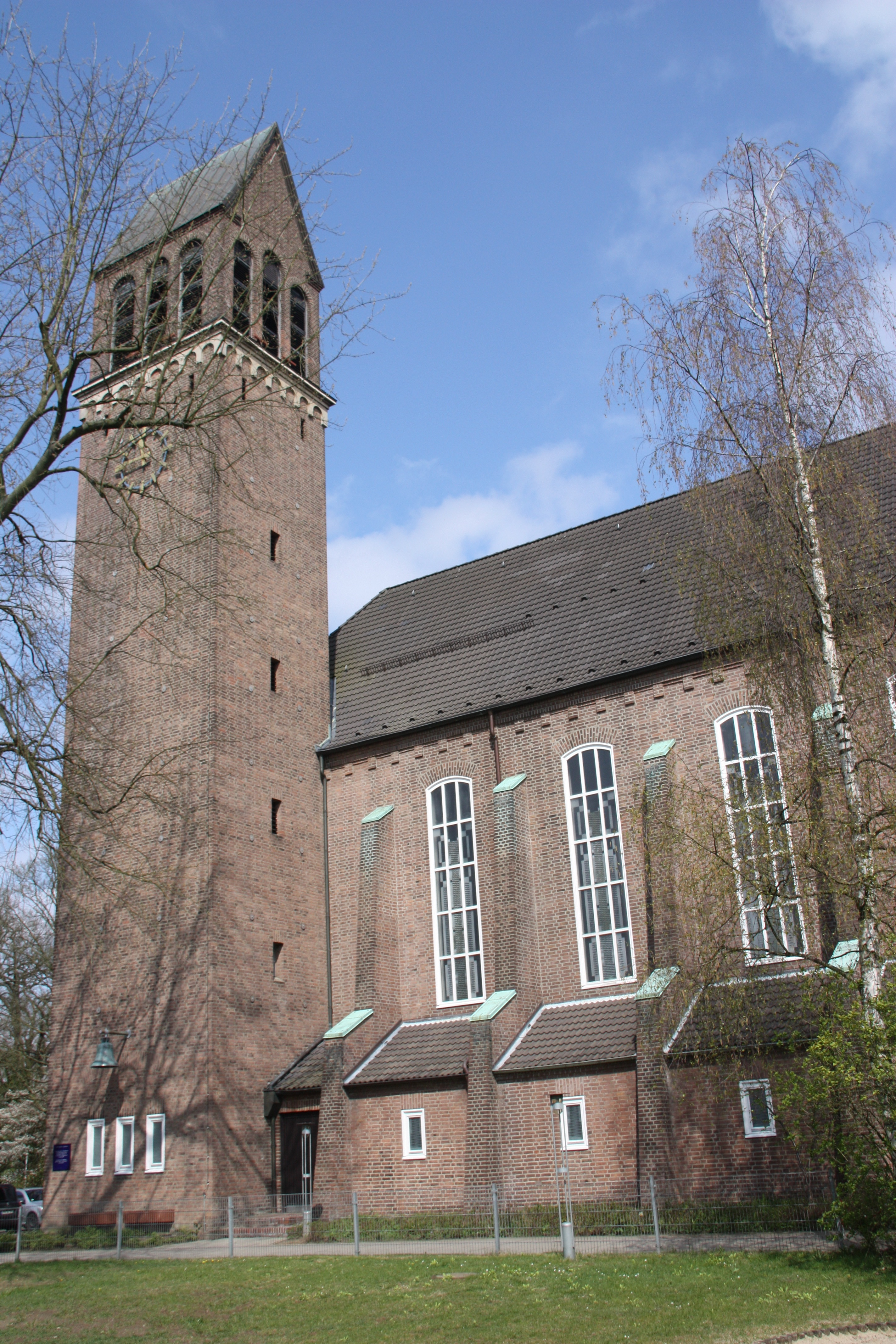
Ansicht von Süden

Die evangelisch-lutherische Kirche am Rockenhof im Zentrum des Hamburger Stadtteils Volksdorf direkt an der gleichnamigen Straße Rockenhof steht auf der Spitze eines Hügels, dessen gesamte Kuppe mit Gebäuden kirchlicher Verwendung bebaut ist. Neben der Kirche gehören dazu unter anderem ein Gebäude des Kirchenkreises und ein Gemeindezentrum.

## Bau der Kirche

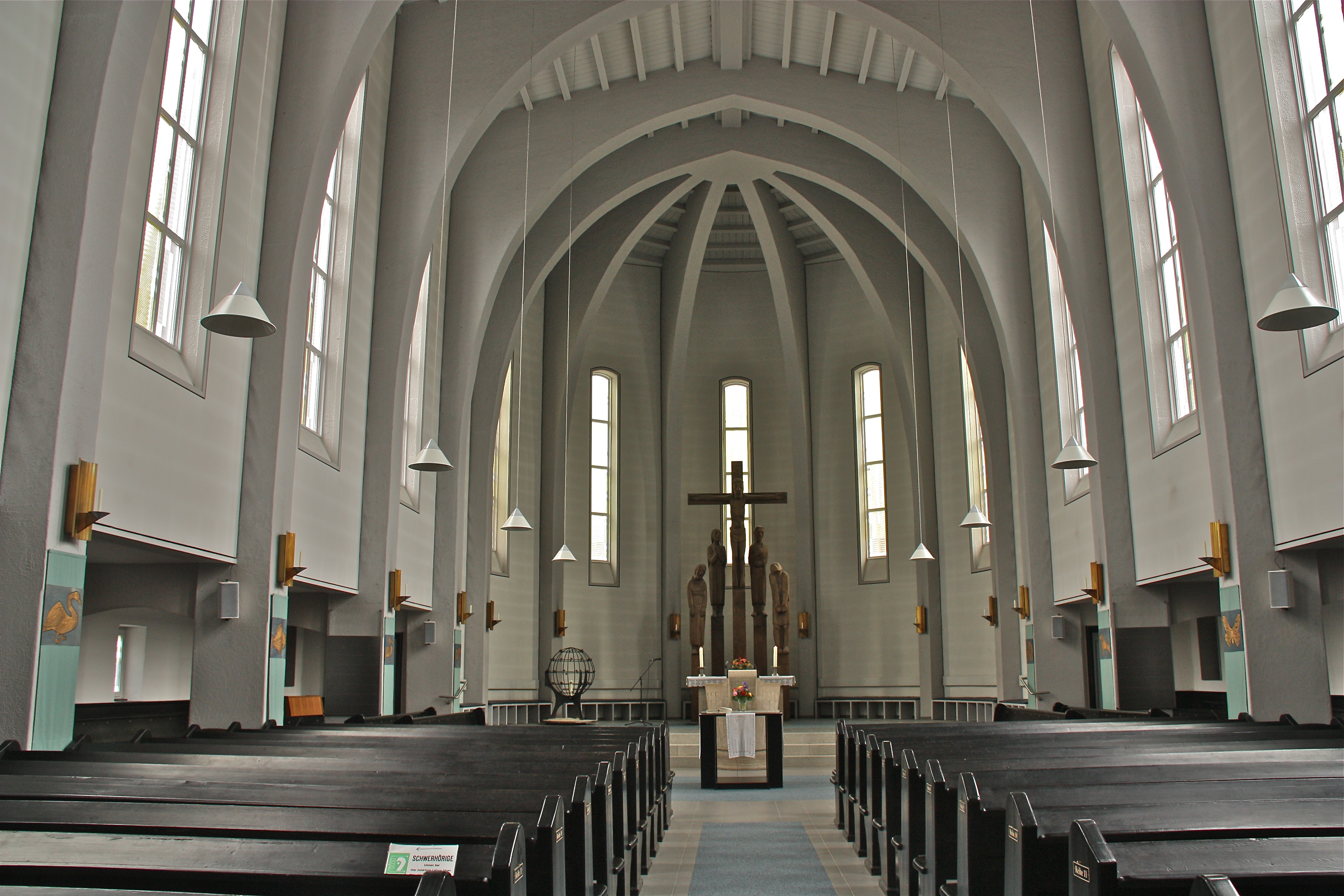
Innenraum, Blick zum Altar

Bis ins 20. Jahrhundert gehörte Volksdorf kirchlich zur Gemeinde Bergstedt und erhielt 1933 von dort die Zustimmung zu einer eigenen Pfarrstelle, die 1934 mit dem späteren Propst Peter Hansen Petersen besetzt wurde. 1935 begannen die Verhandlungen über die Bebauung des Grundstücks und seine Übertragung an die Kirchengemeinde. Sie scheiterten 1938 zu einem Zeitpunkt, an dem der Ideenwettbewerb für den Bau der Kirche bereits abgeschlossen war und der Kirchenvorstand sich schon für einen Entwurf des Volksdorfer Architekten Walter Ahrendt entschieden hatte. Überraschend erteilten die nationalsozialistischen Behörden kurz darauf die Genehmigung zum Bau des Pastorats, das 1939 fertiggestellt werden konnte.
Nach dem Ende des Zweiten Weltkriegs wurde Petersen zum Propst von Stormarn ernannt und verlegte die Verwaltung der Propstei in das von Kriegszerstörungen weitgehend verschonte Volksdorf. Am 22. Oktober 1950 erfolgte die Grundsteinlegung der Kirche, die auf Grundlage des vor dem Krieg ausgewählten Entwurfs errichtet wurde. Bis zum Ende der Bauarbeiten konnte keine Einigung über einen Namen für die Kirche erzielt werden, es blieb beim Namen „Kirche am Rockenhof“. Am 5. Oktober 1952, dem Erntedanksonntag, wurde die Kirche geweiht.
Das Gebäude ist als Backsteinbau mit basilikalem Querschnitt und halbrunder Apsis ausgeführt. Die verwendeten Binder aus Stahlbeton zeigen im Inneren flache Spitzbögen und verweisen wie auch das Stufenportal und der Bogenfries am Turm auf weitaus ältere Bautraditionen. Man merkt ihm den Entwurf aus der Zeit vor dem Zweiten Weltkrieg deutlich an.
Der 36 m hohe weithin sichtbare Turm ist seitlich gegen das Kirchenschiff versetzt.
Ein größerer Umbau erfolgte 1988 bis 1989 durch Bernhard Hirche, der die Mitteltür vom Vorraum in das Kirchenschiff durch zwei seitliche Eingänge ersetzte und dadurch das ursprünglich in der Achse Eingang–Altar stehende Taufbecken durch eine halbrunde Wandschale abschirmen konnte. Zugleich wurde eine neue Fußbodenheizung installiert.

## Ausstattung
Der Innenraum erinnert mit seiner hohen Decke, den Spitzbögen und den schlanken Fenstern an gotische Kirchen. Das Gestühl beiderseits des Mittelgangs ist auf die Apsis und den dortigen Altar ausgerichtet, der von der Kreuzigungsgruppe beherrscht wird.
Die heutige Innenausstattung ist durch den Umbau der 1980er-Jahre geprägt. Neben den Veränderungen beim Taufbecken erhielt die Kirche den Weltkugelleuchter von Andreas Kahl und einen zweiten weiter in das Langhaus hinein gerückten Altartisch. Durch Veränderung in der Farbgestaltung und die neuen Fenster von Jochem Poensgen wirkt der Raum seitdem hell und freundlich.
Die Kreuzigungsgruppe mit dem älteren Altar in der Apsis stammt wie das Taufbecken und die Kanzel von Karl Schubert.

## Glocken und Turmuhr
Die Kirche verfügt über drei Bronzeglocken aus der Glockengiesserei Rincker, die während des 5. Deutschen Evangelischen Kirchentags 1953 in Hamburg erstmals verwendet und nach dessen Abschluss im Glockenturm eingebaut wurden. Außen am Turm hängt noch die Gebetsglocke, welche ursprünglich der Gemeinde St. Johannes zu Volksdorf gehörte. Jedoch musste die Gemeinde aufgegeben werden und die Glocke wurde an der Kirche am Rockenhof als Gebets- bzw. Vaterunserglocke geweiht. Das Hauptgeläut erklingt im Te-Deum-Motiv.
| Nr. | Schlagton         | Gießer, Gussort               | Gussjahr | Durchmesser (mm) | Inschrift und Glockenzier                                                                              |
| --- | ----------------- | ----------------------------- | -------- | ---------------- | --- |
| 1   | e1                | Glockengießerei Rincker, Sinn | 1953     | 1090             | „WER OHREN HAT DER HOERE WAS DER GEIST DEN GEMEINDEN SAGT“ „in memoriam patris – AG 1876 – 1951“       |
| 2   | g1                | Glockengießerei Rincker, Sinn | 1953     | 1010             | „WIR BITTEN AN CHRISTI STATT: LASSET EUCH VERSOEHNEN“ „1953 – SOLI DEO GLORIA – PAUL + METTA HAMMERS“  |
| 3   | a1                | Glockengießerei Rincker, Sinn | 1953     | 895              | „HOERT IHR HIMMEL UND ERDE ?? NIMM ZU OHREN DENN DER HERR REDET“ „in memoriam matris – SL 1879 – 1951“ |
| 4   | d2 (Gebetsglocke) | Glockengießerei Rincker, Sinn | 1972     | ?                | „CHRISTUS SPRICHT: DEN FRIEDEN LASSE ICH EUCH ?? MEINEN FRIEDEN GEBE ICH EUCH“                         |

Die Kirchturmuhr aus dem Jahr 1953 ist ein Geschenk Adolf Grimmes, des damaligen Generaldirektors des Nordwestdeutschen Rundfunks. Eine Grundinstandsetzung der Uhr erfolgte 1983.

## Orgel

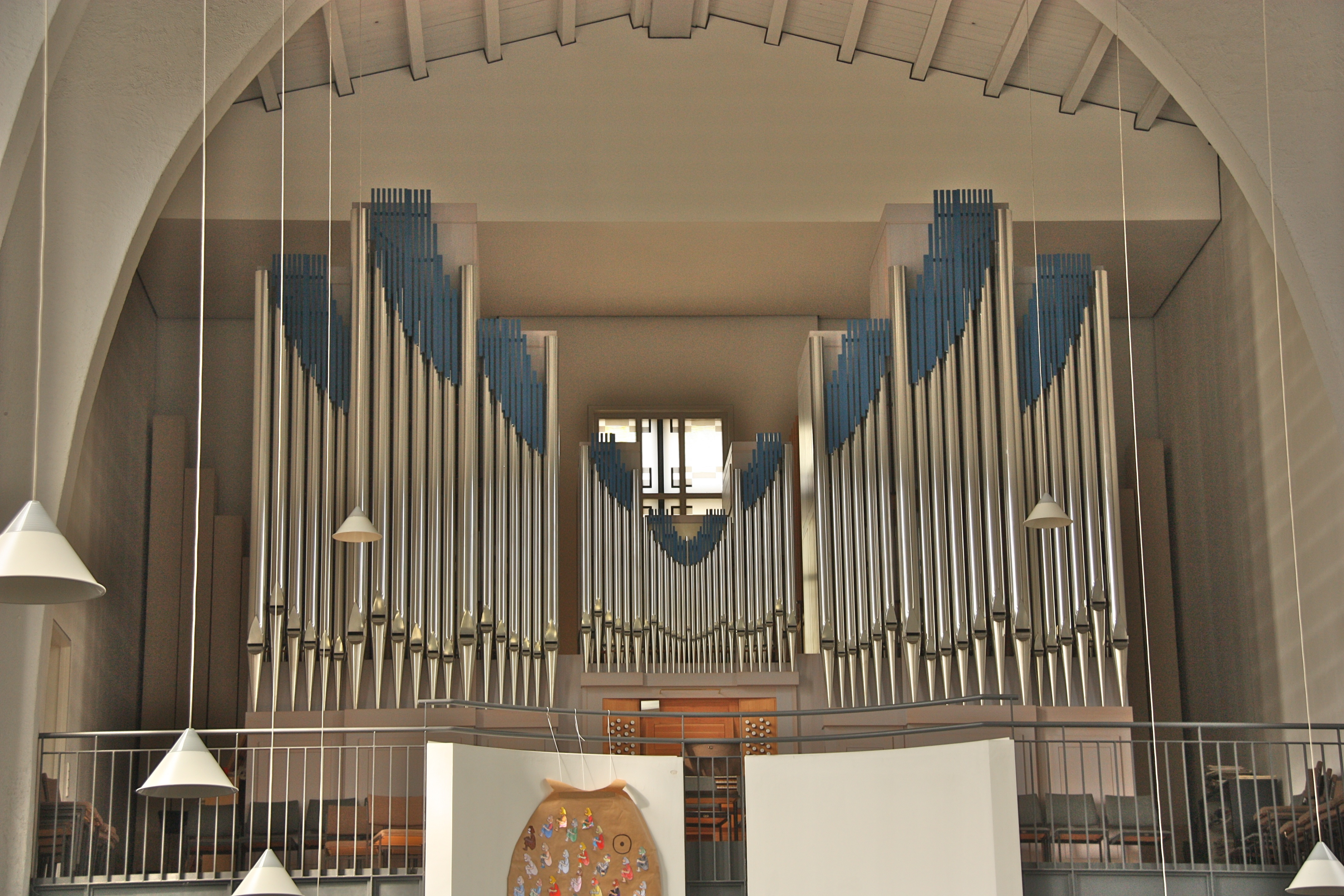
Orgelprospekt der heutigen Orgel

1953 erhielt die Kirche ihre erste vollständige Orgel aus der Orgelbauwerkstatt Kemper in Lübeck. Über sie wird 1996 das vernichtende Urteil „Die Orgel ist Schrott“ (Propst Helmer-Christoph Lehmann) gefällt. Feuchtigkeit und minderwertiges Baumaterial aus der Nachkriegszeit hatten dem Klang des Instruments stark zugesetzt. Für den Erwerb einer neuen Orgel wurde im selben Jahr ein Verein gegründet, der die notwendigen finanziellen Mittel beschaffen konnte.
Für die neue Orgel entwickelte der Kantor des Kirchenkreises, Volkmar Zehner, zusammen mit dem Orgelsachverständigen der Nordelbischen Kirche Hans-Martin Petersen die Idee, eine Orgel mit einem für Hamburg unüblichen Klangbild zu entwerfen. Da Zehner stark von seinen Studien in Frankreich beeinflusst war, entschied man sich für eine Orgel im süddeutsch-elsässischen Stil. Konsequenterweise beauftragte man dann mit dem Bau auch die süddeutsche Orgelbaufirma Mühleisen, die die Orgel im Jahre 2002 mit folgender Disposition fertigstellte:
| I Hauptwerk C–a3 |            |       |
| 1.               | Principal  | 16′   |
| 2.               | Principal  | 8′    |
| 3.               | Hohlflöte  | 8′    |
| 4.               | Gamba      | 8′    |
| 5.               | Bourdon    | 8′    |
| 6.               | Octave     | 4′    |
| 7.               | Spitzflöte | 4′    |
| 8.               | Quinte     | 2 ⁄3′ |
| 9.               | Octave     | 2′    |
| 10.              | Cornett V  | 8′    |
| 11.              | Mixtur IV  | 2′    |
| 12.              | Zimbel III | 1 ⁄3′ |
| 13.              | Fagott     | 16′   |
| 14.              | Trompete   | 8′    |

| II Positiv C–a3 |                |        |
| 15.             | Principal      | 8′     |
| 16.             | Gedackt        | 8′     |
| 17.             | Quintade       | 8′     |
| 18.             | Octave         | 4′     |
| 19.             | Rohrflöte      | 4′     |
| 20.             | Nasat          | 2 ⁄3′  |
| 21.             | Dublette       | 2′     |
| 22.             | Terz           | 1 3⁄5′ |
| 23.             | Sifflet        | 1 ⁄3′  |
| 24.             | Scharff III–IV | 1 ⁄3′  |
| 25.             | Trompete       | 8′     |
| 26.             | Cromorne       | 8′     |
|                 | Tremulant      |        |

| III Schwellwerk C–a3 |                      |        |
| 27.                  | Bourdon              | 16′    |
| 28.                  | Principal            | 8′     |
| 29.                  | Rohrflöte            | 8′     |
| 30.                  | Flûte harmonique     | 8′     |
| 31.                  | Gamba                | 8′     |
| 32.                  | Aeoline              | 8′     |
| 33.                  | Voix céleste         | 8′     |
| 34.                  | Octave               | 4′     |
| 35.                  | Flaute traversière   | 4′     |
| 36.                  | Fugara               | 4′     |
| 37.                  | Nazard               | 2 ⁄3′  |
| 38.                  | Piccolo              | 2′     |
| 39.                  | Tierce               | 1 3⁄5′ |
| 40.                  | Fourniture IV–V      | 2 ⁄3′  |
| 41.                  | Basson               | 16′    |
| 42.                  | Trompette harmonique | 8′     |
| 43.                  | Hautbois             | 8′     |
| 44.                  | Voix humaine         | 8′     |
| 45.                  | Clairon              | 4′     |
|                      | Tremulant            |        |

| Pedal C–f1 |               |       |
| 46.        | Untersatz     | 32′   |
| 47.        | Principalbass | 16′   |
| 48.        | Subbass       | 16′   |
| 49.        | Octave        | 8′    |
| 50.        | Flöte         | 8′    |
| 51.        | Violon        | 8′    |
| 52.        | Octave        | 4′    |
| 53.        | Mixtur IV     | 2 ⁄3′ |
| 54.        | Posaune       | 16′   |
| 55.        | Trompete      | 8′    |

- Koppeln: II/I, III/I, III/II, III/I 16′, III/II 16′, III/III 16′, I/P, II/P, III/P, III/P 4′
- Spielhilfen: Duale Registertraktur, 4096-fache Setzeranlage, Registercrescendo

## Gemeinde und Kirchenkreis
Die Gemeinde war von ihrer Gründung im Jahre 1948 bis zum Jahr 2009 ein Teil des Kirchenkreises Stormarn und Sitz der dortigen Pröpste. Seitdem gehört die Kirchengemeinde Volksdorf zum Kirchenkreis Hamburg-Ost, der 2009 durch die Fusion der Kirchenkreise Alt-Hamburg, Stormarn und Harburg entstand.   Die unmittelbar neben der Kirche liegende ehemalige Propstei Stormarn wird heute für Zwecke des Kirchenkreises Hamburg-Ost genutzt. Das 1995 von Bernhard Hirche errichtete neue Gemeindehaus befindet sich ebenfalls in unmittelbarer Nähe der Kirche.
Der erste Pastor der Gemeinde, Propst Peter Hansen Petersen, war bis in die 1960er-Jahre ein Sprecher der Fernsehsendung Das Wort zum Sonntag.
Meinungsverschiedenheiten vor und nach einer Wahl zum Kirchenvorstand im Jahre 1984 sorgten für ein öffentliches Echo und benötigten mehrere Jahre bis zur Klärung.
Im November 1999 errichtete die Gemeinde auf dem Gelände am Rockenhof zwei kleine sogenannte „Kirchenkaten“, um mit diesen Unterkünften bisher obdachlosen Menschen eine Unterkunft zu geben.
Mit der benachbarten römisch-katholischen Gemeinde der Heilig-Kreuz-Kirche besteht eine enge Kooperation in der Gemeindearbeit. Beim Neubau der katholischen Kirche wurde darauf geachtet, dass ihr Geläut harmonisch zu dem der evangelischen Kirche gestimmt ist.

## Fotografien und Karte
Koordinaten: 53° 39′ 3″ N, 10° 9′ 53″ O

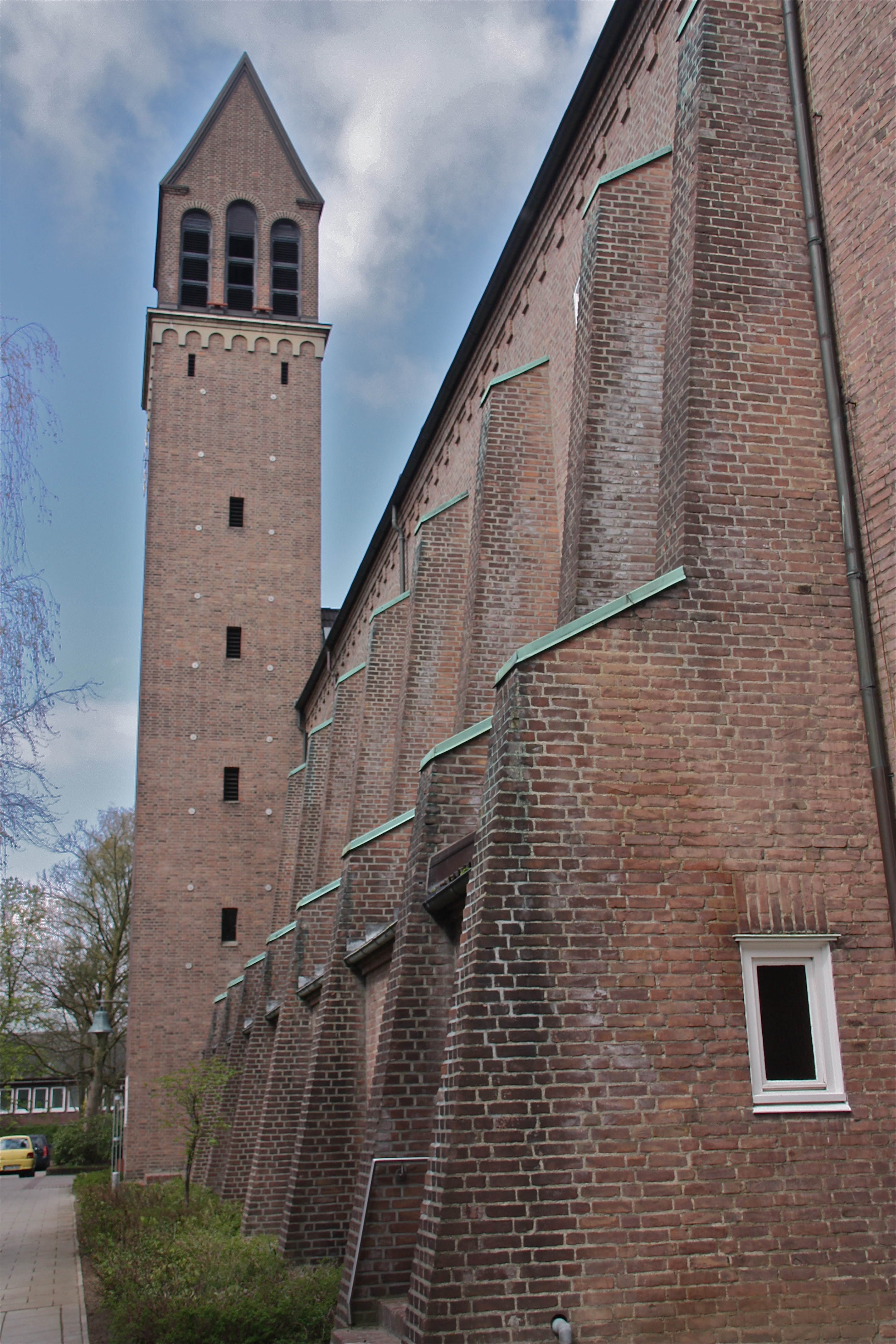
Turm und Stützmauern des Kirchenschiffs
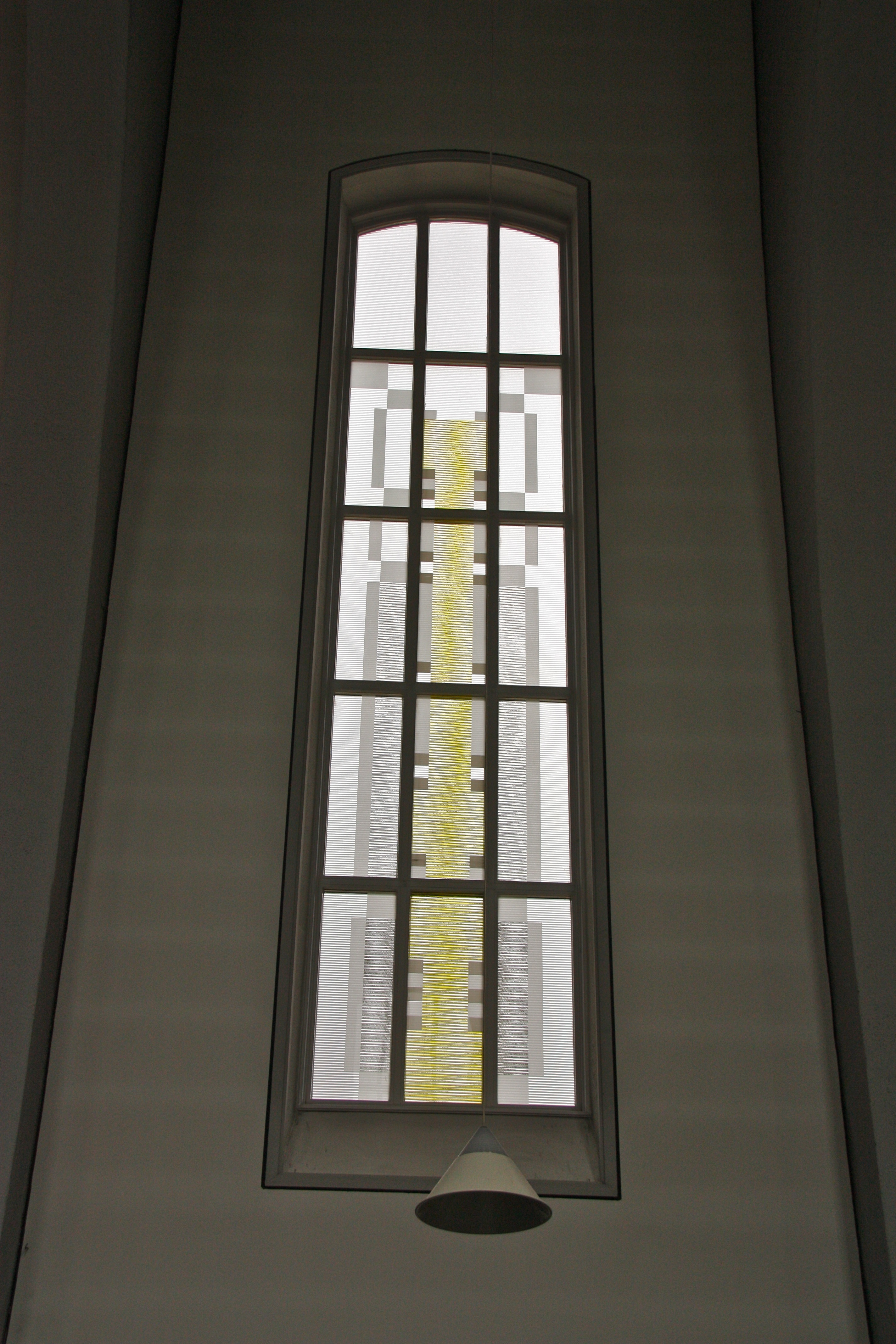
Seitenfenster von Jochem Poensgen
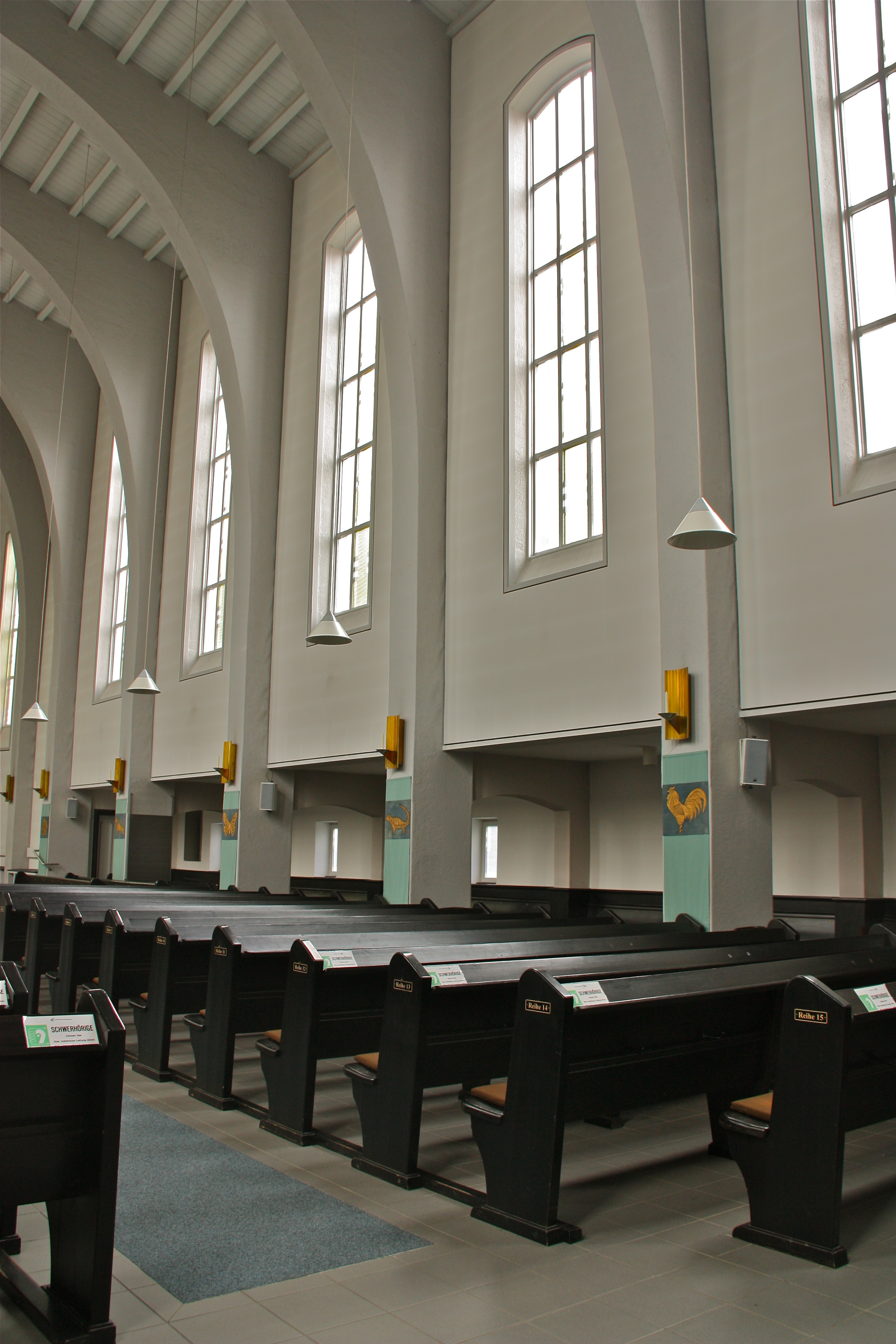
Gestühl und Seitenfenster
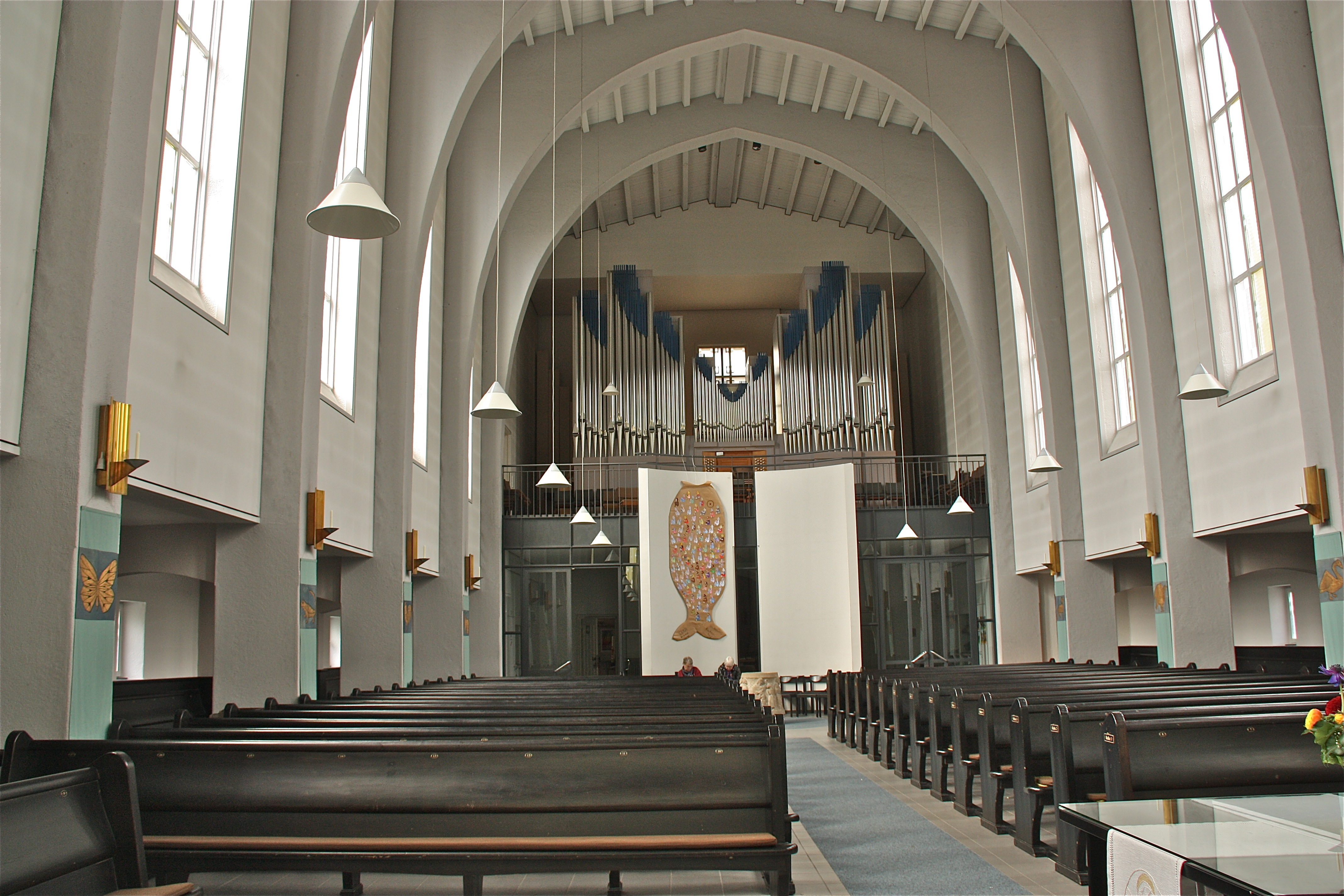
Innenraum, Blick zur Orgel und zum Taufbecken